# Jana Kalinina
Jana Mykołajiwna Kalinina, ukr. Яна Миколаївна Калініна (ur. 14 listopada 1994 w Ochtyrce) – ukraińska piłkarka, grająca na pozycji napastnika w Worskle Połtawa, wielokrotna reprezentantka Ukrainy.

## Kariera piłkarska

### Kariera klubowa
W 2012 rozpoczęła karierę klubową w seniorskiej drużynie Żytłobud-2 Charków, która potem zmieniła nazwę na Worskła Połtawa.

### Kariera reprezentacyjna
21 stycznia 2016 roku zadebiutowała w seniorskiej kadrze narodowej w meczu towarzyskim przeciwko Izraela. Wcześniej broniła barw juniorskiej reprezentacji.

## Sukcesy i odznaczenia

### Sukcesy klubowe
Żytłobud-2 Charków/Worskła Połtawa
- mistrz Ukrainy: 2016, 2017, 2019/20; 2022/23, 2023/24
- zdobywca Pucharu Ukrainy: 2019/20, 2020/21, 2021/22, 2023/24

### Sukcesy indywidualne
- tytuł Mistrza sportu Ukrainy: 2014
- królowa strzelców mistrzostw Ukrainy: 2014 (15), 2021 (22), 2023 (39)